# شعار جزر فوكلاند
أعتمد شعار جزر فوكلاند بصورة رسمية في يوم 29 أيلول - سبتمبر من سنة 1948 م .

## معنى الشعار
ترمز السفينة إلى سفينة المستكشف الإنجليزي جون دافيز الذي قام باكتشاف الجزيرة في سنة 1592 م ;. و الكتابة الموجودة في أسفل السفية الرغبة في الحق يشير إلى اسم السفينة التي كان يقودها المستكشف الإنجليزي .